# Juno (fleuve)
Pour les articles homonymes, voir Juno.
Le fleuve Juno  (en anglais : Juno River)  est un cours d’eau de la région du Fiordland  dans l’Île du Sud de la Nouvelle-Zélande.

## Géographie
Il prend naissance à l’ouest du lac Shirley et s’écoule vers l’ouest dans la Mer de Tasman  entre «  Caswell Sound » et «  Charles Sound ».